# HD 145694
HD 145694，又名BD+56 1867，SAO 29825、HR 6038，是一颗恒星，视星等为6.49，位于銀經86.09，銀緯44.58，其B1900.0坐标为赤經16h 7m 13.8s，赤緯+56° 44.58′ 20″。